# Tournoi de tennis de Beckenham
Le tournoi de Beckenham (Angleterre) est un tournoi de tennis féminin du circuit professionnel WTA et masculin du circuit professionnel masculin ATP.
La dernière édition du tournoi féminin date de 1983.
Le tournoi masculin a eu lieu en 1968, 1970 et 1974 sur gazon.

## Palmarès dames

### Simple
| No       | Date       | Nom et lieu du tournoi                     | Catégorie | Dotation | Surface      | Vainqueure           | Finaliste           | Score         |         |
| -------- | ---------- | ------------------------------------------ | --------- | -------- | ------------ | -------------------- | ------------------- | ------------- | ------- |
| 1        | 08-06-1953 | Kent Championships, Beckenham              |           | NC       | Gazon (ext.) | Maureen Connolly     | Julia Sampson       | 6-2, 6-3      | Tableau |
| 2        | 07-06-1954 | Kent Championships, Beckenham              |           | NC       | Gazon (ext.) | NC                   | NC                  | Annulé        | Tableau |
| 3        | 06-06-1955 | Kent Championships, Beckenham              |           | NC       | Gazon (ext.) | Louise Brough        | Mary Carter Reitano | 6-2, 6-4      | Tableau |
| 4        | 11-06-1956 | Kent Championships, Beckenham              |           | NC       | Gazon (ext.) | Darlene Hard         | Betty Rosenquest    | Partage       | Tableau |
| 5        | 10-06-1957 | Kent Lawn Tennis Championships, Beckenham  |           | NC       | Gazon (ext.) | Althea Gibson        | Darlene Hard        | 6-3, 3-6, 6-4 | Tableau |
| 6        | 09-06-1958 | Kent Championships, Beckenham              |           | NC       | Gazon (ext.) | Sandra Reynolds      | Jean Forbes         | 6-4, 6-4      | Tableau |
| 7        | 08-06-1959 | Kent Championships, Beckenham              |           | NC       | Gazon (ext.) | Darlene Hard         | Sally Moore         | 6-1, 7-5      | Tableau |
| 8        | 06-06-1960 | Kent Championship, Beckenham               |           | NC       | Gazon (ext.) | Christiane Mercelis  | Pauline Titchener   | 7-5, 4-6, 6-4 | Tableau |
| 9        | 12-06-1961 | Kent Championships, Beckenham              |           | NC       | Gazon (ext.) | Margaret Smith       | Christine Truman    | 6-3, 4-6, 8-6 | Tableau |
| 10       | 11-06-1962 | Kent Championships, Beckenham              |           | NC       | Gazon (ext.) | Jan Lehane           | Lesley Turner       | 7-5, 6-3      | Tableau |
| 11       | 10-06-1963 | Kent Championships, Beckenham              |           | NC       | Gazon (ext.) | Margaret Smith       | Jan Lehane          | 6-0, 6-1      | Tableau |
| 12       | 08-06-1964 | Kent Championships, Beckenham              |           | NC       | Gazon (ext.) | Margaret Smith       | Maria Bueno         | 5-3, n.f.     | Tableau |
| 13       | 07-06-1965 | Kent Championships, Beckenham              |           | NC       | Gazon (ext.) | Margaret Smith       | Maria Bueno         | 4-6, 6-3, 6-3 | Tableau |
| 14       | 05-06-1966 | Kent Championships, Beckenham              |           | NC       | Gazon (ext.) | Karen Krantzcke      | Maria Bueno         | Forfait       | Tableau |
| 15       | 12-06-1967 | Kent Championships, Beckenham              |           | NC       | Gazon (ext.) | Ann Haydon-Jones     | Virginia Wade       | 6-3, 1-6, 6-3 | Tableau |
| Ère Open |            |                                            |           |          |              |                      |                     |               |         |
| 16       | 10-06-1968 | Kent Open, Beckenham                       |           | NC       | Gazon (ext.) | Margaret Smith Court | Ann Haydon-Jones    | 11-9, 6-2     | Tableau |
| 17       | 09-06-1969 | Kent Championships, Beckenham              |           | NC       | Gazon (ext.) | Denise Carter        | Kerry Melville      | 6-3, 7-5      | Tableau |
| 18       | 08-06-1970 | Rothmans Kent Championships, Beckenham     |           | NC       | Gazon (ext.) | Patti Hogan          | Olga Morozova       | 6-1, 6-3      | Tableau |
| 19       | 07-06-1971 | Kent Championships, Beckenham              |           | NC       | Gazon (ext.) | Kerry Melville       | Kristy Pigeon       | 6-0, 3-6, 9-7 | Tableau |
| 20       | 12-06-1972 | Green Shield Kent Championships, Beckenham |           | NC       | Gazon (ext.) | Olga Morozova        | Jill Cooper         | 6-4, 6-1      | Tableau |
| 21       | 11-06-1973 | Green Shield Kent Championships, Beckenham |           | NC       | Gazon (ext.) | Dianne Fromholtz     | Janet Newberry      | 7-5, 0-6, 6-1 | Tableau |
| 22       | 10-06-1974 | Green Shield Kent Championships, Beckenham |           | NC       | Gazon (ext.) | Paulina Peisachov    | Kate Latham         | 5-7, 6-3, 6-4 | Tableau |
| 23       | 09-06-1975 | Green Shield Kent Championships, Beckenham |           | NC       | Gazon (ext.) | Greer Stevens        | Patti Hogan         | 4-6, 6-3, 6-4 | Tableau |
| 24       | 07-06-1976 | Robertson's Cup, Beckenham                 |           | NC       | Gazon (ext.) | Olga Morozova        | Marise Kruger       | 7-5, 2-6, 6-3 | Tableau |
| 25       | 29-05-1977 | Kentish Times Championships, Beckenham     |           | NC       | Gazon (ext.) | Yvonne Vermaak       | Michelle Tyler      | 6-4, 5-7, 6-1 | Tableau |
| 26       | 05-06-1978 | Kent Championships, Beckenham              |           | NC       | Gazon (ext.) | Evonne Goolagong     | Laura duPont        | 6-4, 6-2      | Tableau |
| 27       | 04-06-1979 | Kentish Times Tournament, Beckenham        |           | 8 600 $  | Gazon (ext.) | Evonne Goolagong     | Pam Shriver         | 6-3, 6-2      | Tableau |
| 28       | 02-06-1980 | Kent Championships, Beckenham              |           | 14 000 $ | Gazon (ext.) | Andrea Jaeger        | Jo Durie            | 6-4, 6-1      | Tableau |
| 29       | 01-06-1981 | Kentish Times Tournament, Beckenham        |           | 14 500 $ | Gazon (ext.) | Pam Shriver          | Elizabeth Little    | 6-2, 6-2      | Tableau |
| 30       | 01-06-1982 | Kent Championships , Beckenham             |           | NC       | Gazon (ext.) | Pam Shriver          | Elizabeth Sayers    | 6-3, 6-2      | Tableau |
| 31       | 30-05-1983 | Kentish Times Festival, Beckenham          |           | NC       | Gazon (ext.) | Billie Jean King     | Barbara Potter      | 6-4, 6-3      | Tableau |

### Double
| No       | Date       | Nom et lieu du tournoi                    | Catégorie | Dotation | Surface      | Vainqueures                      | Finalistes                         | Score         |         |
| -------- | ---------- | ----------------------------------------- | --------- | -------- | ------------ | -------------------------------- | ---------------------------------- | ------------- | ------- |
| 1        | 08-06-1953 | Kent Championships Beckenham              |           | NC       | Gazon (ext.) | Maureen Connolly Julia Sampson   | Helen Fletcher Jean Rinkel         | 2-6, 7-5, 9-7 | Tableau |
| 2        | 07-06-1954 | Kent Championships Beckenham              |           | NC       | Gazon (ext.) | NC                               | NC                                 | Annulé        | Tableau |
| 3        | 06-06-1955 | Kent Championships Beckenham              |           | NC       | Gazon (ext.) | Dora Kilian Hazel Redick-Smith   | Angela Buxton Pat Hird             | 6-2, 6-0      | Tableau |
| 4        | 11-06-1956 | Kent Championships Beckenham              |           | NC       | Gazon (ext.) | Darlene Hard Fay Muller          | Beatrice Watson Doreen Spiers      | Partage       | Tableau |
| 5        | 10-06-1957 | Kent Lawn Tennis Championships Beckenham  |           | NC       | Gazon (ext.) | Althea Gibson Darlene Hard       | Mary Bevis Hawton Pat Hird         | 6-4, 9-7      | Tableau |
| 6        | 09-06-1958 | Kent Championships Beckenham              |           | NC       | Gazon (ext.) | Sonia Cox Ruia Morrison          | Bernice Vukovich Jean Forbes       | 6-1, 6-3      | Tableau |
| 7        | 08-06-1959 | Kent Championships Beckenham              |           | NC       | Gazon (ext.) | Jeanne Arth Darlene Hard         | Janet Hopps Pat Ward               | 6-3, 6-4      | Tableau |
| 8        | 06-06-1960 | Kent Championship Beckenham               |           | NC       | Gazon (ext.) | Rita Bentley Pauline Titchener   | Marlene Gerson Ruia Morrison       | 6-2, 6-2      | Tableau |
| 9        | 12-06-1961 | Kent Championships Beckenham              |           | NC       | Gazon (ext.) | Ann Haydon Christine Truman      | Margaret Smith Lesley Turner       | 3-6, 7-5, 9-7 | Tableau |
| 10       | 11-06-1962 | Kent Championships Beckenham              |           | NC       | Gazon (ext.) | Jan Lehane Lesley Turner         | Robyn Ebbern Madonna Schacht       | 7-5, 6-4      | Tableau |
| 11       | 10-06-1963 | Kent Championships Beckenham              |           | NC       | Gazon (ext.) | Robyn Ebbern Margaret Smith      | Jan Lehane Lesley Turner           | 5-7, 6-2, 6-2 | Tableau |
| 12       | 08-06-1964 | Kent Championships Beckenham              |           | NC       | Gazon (ext.) | Margaret Smith Val Roberts       | Maria Bueno Robyn Ebbern           | Partage       | Tableau |
| 13       | 07-06-1965 | Kent Championships Beckenham              |           | NC       | Gazon (ext.) | Maria Bueno Billie Jean Moffitt  | Margaret Smith Lesley Turner       | 7-9, 7-5, 9-7 | Tableau |
| 14       | 05-06-1966 | Kent Championships Beckenham              |           | NC       | Gazon (ext.) | Margaret Smith Judy Tegart       | Vicky Berner Esme Emanuel          | 6-3, 6-2      | Tableau |
| 15       | 12-06-1967 | Kent Championships Beckenham              |           | NC       | Gazon (ext.) | Ann Haydon-Jones Virginia Wade   | Karen Krantzcke Kerry Melville     | 6-2, 3-6, 6-4 | Tableau |
| Ère Open |            |                                           |           |          |              |                                  |                                    |               |         |
| 16       | 10-06-1968 | Kent Open Beckenham                       |           | NC       | Gazon (ext.) | Maria Bueno Margaret Smith Court | Françoise Dürr Ann Haydon-Jones    | 6-3, 6-2      | Tableau |
| 17       | 09-06-1969 | Kent Championships Beckenham              |           | NC       | Gazon (ext.) | Mary-Ann Eisel Julie Heldman     | Kerry Melville Karen Krantzcke     | 7-5, 6-3      | Tableau |
| 18       | 08-06-1970 | Rothmans Kent Championships Beckenham     |           | NC       | Gazon (ext.) | Patti Hogan Peggy Michel         | Patricia Edwards Evonne Goolagong  | 6-3, 6-4      | Tableau |
| 19       | 07-06-1971 | Kent Championships Beckenham              |           | NC       | Gazon (ext.) | Christine Janes Nell Truman      | Zaiga Yanzone Olga Morozova        | 6-3, 9-7      | Tableau |
| 20       | 12-06-1972 | Green Shield Kent Championships Beckenham |           | NC       | Gazon (ext.) | Olga Morozova Sharon Walsh       | Laura duPont Mona Schallau         | 8-6, 6-1      | Tableau |
| 21       | 11-06-1973 | Green Shield Kent Championships Beckenham |           | NC       | Gazon (ext.) | Marina Kroschina Olga Morozova   | Jackie Fayter-Hough Peggy Michel   | 8-6, 6-3      | Tableau |
| 22       | 10-06-1974 | Green Shield Kent Championships Beckenham |           | NC       | Gazon (ext.) | Greer Stevens Rowena Whitehouse  | Sally Greer Betsy Nagelsen         | 6-2, 6-4      | Tableau |
| 23       | 09-06-1975 | Green Shield Kent Championships Beckenham |           | NC       | Gazon (ext.) | Linky Boshoff Patti Hogan        | Judy Tegart-Dalton Karen Krantzcke | 3-6, 9-7, 7-5 | Tableau |
| 24       | 07-06-1976 | Robertson's Cup Beckenham                 |           | NC       | Gazon (ext.) | Brigitte Cuypers Annette Van Zyl | Natasha Chmyreva Olga Morozova     | 9-7, 6-4      | Tableau |
| 25       | 29-05-1977 | Kentish Times Championships Beckenham     |           | NC       | Gazon (ext.) | Jane Stratton Mimi Wikstedt      | Bunny Bruning Sharon Walsh         | 6-3, 6-0      | Tableau |
| 26       | 05-06-1978 | Kent Championships Beckenham              |           | NC       | Gazon (ext.) | Laura duPont Sharon Walsh        | Lele Forood Raquel Giscafré        | 6-3, 6-1      | Tableau |
| 27       | 04-06-1979 | Kentish Times Tournament Beckenham        |           | 8 600 $  | Gazon (ext.) | Jo Durie Debbie Jevans           | Elizabeth Little Kerryn Pratt      | 6-1, 6-4      | Tableau |
| 28       | 02-06-1980 | Kent Championships Beckenham              |           | 14 000 $ | Gazon (ext.) | Andrea Buchanan Diane Desfor     | Kim Jones Lindsay Morse            | 6-7, 6-4, 6-2 | Tableau |
| 29       | 01-06-1981 | Kentish Times Tournament Beckenham        |           | 14 500 $ | Gazon (ext.) | Terry Holladay Pam Shriver       | Elizabeth Little Sue Saliba        | 7-5, 6-4      | Tableau |
| 30       | 01-06-1982 | Kent Championships Beckenham              |           | NC       | Gazon (ext.) | Sue Barker Pam Shriver           | Billie Jean King Ilana Kloss       | 6-2, 6-4      | Tableau |
| 31       | 30-05-1983 | Kentish Times Festival Beckenham          |           | NC       | Gazon (ext.) | Barbara Potter Sharon Walsh      | Billie Jean King Ilana Kloss       | Partage       | Tableau |

## Palmarès messieurs

### Simple
| No | Date       | Nom et lieu du tournoi        | Catégorie  | Dotation | Surface      | Vainqueur      | Finaliste   | Score         |  |
| -- | ---------- | ----------------------------- | ---------- | -------- | ------------ | -------------- | ----------- | ------------- |  |
| 1  | 10-06-1968 | Kent Championships, Beckenham |            | NC $     | Gazon (ext.) | Fred Stolle    | Roy Emerson | 6-3, 6-1      |  |
| 2  | 14-06-1969 | Kent Championships, Beckenham |            | NC $     | Gazon (ext.) | Ove Bengtson   | Tom Gorman  | 6-4, 7-5      |  |
| 3  | 08-06-1970 | Kent Championships, Beckenham |            | NC $     | Gazon (ext.) | Clark Graebner | Robert Maud | 6-4, 10-8     |  |
| 4  | 10-06-1974 | Kent Championships, Beckenham |            | NC $     | Gazon (ext.) | Vijay Amritraj | Tom Gorman  | 6-7, 6-2, 6-4 |  |
| 5  | 02-06-1980 | , Beckenham                   | Challenger | 25 000 $ | Gazon (ext.) | Onny Parun     | Sandy Mayer | 6-4, 4-6, 9-7 |  |

### Double
| No | Date       | Nom et lieu du tournoi        | Catégorie | Dotation | Surface | Vainqueurs                 | Finalistes                  | Score    |  |
| -- | ---------- | ----------------------------- | --------- | -------- | ------- | -------------------------- | --------------------------- | -------- |  |
| 1  | 10-06-1974 | Kent Championships, Beckenham |           | NC $     | NC      | Dick Dell Sherwood Stewart | Chris Kachel Graeme Thomson | 7-6, 6-1 |  |

## Palmarès mixte
| No       | Date       | Nom et lieu du tournoi                    | Catégorie | Dotation | Surface      | Vainqueures                         | Finalistes                       | Score    |         |
| -------- | ---------- | ----------------------------------------- | --------- | -------- | ------------ | ----------------------------------- | -------------------------------- | -------- | ------- |
| 1        | 10-06-1957 | Kent Lawn Tennis Championships Beckenham  |           | NC       | Gazon (ext.) | Darlene Hard Tommy Anderson         | Pat Hird Bob Mark                | 6-4, 6-1 | Tableau |
| 2        | 09-06-1958 | Kent Championships Beckenham              |           | NC       | Gazon (ext.) | Jean Forbes Rod Laver               | Ruia Morrison Lew Gerrard        | 6-1, 6-4 | Tableau |
| Ère Open |            |                                           |           |          |              |                                     |                                  |          |         |
| 3        | 08-06-1970 | Rothmans Kent Championships Beckenham     |           | NC       | Gazon (ext.) | Annette Van Zyl Frew McMillan       | Evonne Goolagong Bob Giltinan    | Partage  | Tableau |
| 4        | 11-06-1973 | Green Shield Kent Championships Beckenham |           | NC       | Gazon (ext.) | Olga Morozova Alex Metreveli        | Marita Redondo J. Chanfreau      | 6-3, 6-1 | Tableau |
| 5        | 09-06-1975 | Green Shield Kent Championships Beckenham |           | NC       | Gazon (ext.) | Elena Granaturova Konstantin Pugaev | Pam Whytcross Trevor Little      | 6-4, 6-1 | Tableau |
| 6        | 29-05-1977 | Kentish Times Championships Beckenham     |           | NC       | Gazon (ext.) | Nina Bohm Jan Norbäck               | Margareta Forsgardh Ulf Eriksson | 7-5, 6-2 | Tableau |